# 베이블레이드 X
《베이블레이드 엑스》(BEYBLADE X)(ベイブレードエックス)는 팽이를 소재로 하고 다카라토미과 쇼가쿠칸이 제작한 일본의 애니메이션이다.

## 등장인물

### 페르소나 (ペルソナ)
구이수 (黒須エクス) / 가면X (仮面X)
성우 - 사이토 소마 / 민승우
전용 베이 - BX-01 드랜 소드 3-60F (ドランソード3-60F) (어택 타입) (시스템: 베이식 라인) (스타터) → BX-20 드랜 대거 4-60R (ドランダガー4-60R) (어택 타입) (시스템: 베이식 라인) (부스터 세트) → UX-01 드랜 버스터 1-60A (ドランバスター1-60A) (어택 타입) (시스템: 유니크 라인) (스타터) → CX-01 드랜 브레이브 S6-60V (ドランブレイブS6-60V) (어택 타입) (시스템: 커스텀 라인) (스타터)
주인공. 1월 23일생. 팀 펜드래곤에서 활동하다가 챔피언이 되고 나서 탈퇴한다.
강바람 (風見バード)
성우 - 우메다 슈이치로 / 전숙경
전용 베이 - 스트라이크 호크 4-80LF (ストライクホーク4-80LF) (어택 타입) (시스템: 베이식 라인) (이석산에 의해 파괴된다) (완구 미출시) → BX-02 헬즈 사이드 4-60T (ヘルズサイズ4-60T) (밸런스 타입) (시스템: 베이식 라인) (스타터) → BX-21 헬즈 체인 5-60HT (ヘルズチェイン5-60HT) (밸런스 타입) (시스템: 베이식 라인) (부스터 세트) → UX-02 헬즈 해머 3-70H (ヘルズハンマー3-70H) (밸런스 타입) (시스템: 유니크 라인) (스타터) → CX-05 헬즈 리퍼 T4-70K (ヘルズリーパーT4-70K) (밸런스 타입) (시스템: 커스텀 라인) (랜덤 부스터 Vol.6)
8월 10일생. 프로 블레이더가 꿈이다. 처음 알바트로스 스트라이커 팀에서 활동했는데 이석산의 스톤 몽블랑에게 지고, 스트라이크 호크가 파괴되면 베이를 잃고, 팀원들에게 버림 받다가 가면x를 만나고 페르소나 팀 결성하게 된다.
나다운 (七色マルチ)
성우 - 노구치 루리코 / 박시윤
전용 베이 - BX-03 위저드 애로우 4-80B (ウィザードアロー4-80B) (스태미너 타입) (시스템: 베이식 라인) (스타터) → UX-03 위저드 로드 5-70DB (ウィザードロッド5-70DB) (스태미너 타입) (시스템: 유니크 라인) (부스터) → CX-02 위저드 아크 R4-55LO (ウィザードアークR4-55LO) (스태미너 타입) (시스템: 커스텀 라인) (스타터) ("귀여운 나(カワイイボク)" 의상) / BX-04 나이트 실드 3-80N (ナイトシールド3-80N) (디펜스 타입) (시스템: 베이식 라인) (스타터) → BX-13 나이트 랜스 4-80HN (ナイトランス4-80HN) (디펜스 타입) (시스템: 베이식 라인) (부스터) → UX-10 나이트 메일 3-85BS (ナイトメイル 3-85BS) (디펜스 타입) (시스템: 유니크 라인) (세트) ("멋있는 나(カッコいいボク)" 의상)
헤로인. 7월 16일생. 누리소통망(SNS)에서 천만 명의 팔로워를 보유한 대형 인플루언서로, 블레이더로서의 실력도 상당하다.
천은성 (白星テンカ) / 가면S (仮面S)
성우 - 나츠요시 유코 / 이미나
전용 베이 - UX-09 워리어 세이버 2-70L (サムライセイバー2-70L) (어택 타입) (시스템: 유니크 라인) (스타터) → BX-45 워리어 칼리버 6-70M (サムライカリバー6-70M) (밸런스 타입) (시스템: 베이식 라인) (부스터)
4월 6일생.

#### 임 초밥 (駒刃寿司) (페르소나의 후원사를 맡는 초밥집)
태양인 (寿司谷タイショー)
성우 - 우오 켄 / 이호산
전용 베이 - 튜나 엣지 3-60LF (マグロエッジ3-60LF) (어택 타입) (시스템: 베이식 라인) (완구 미출시)
11월 1일생. 임 초밥의 점장. 구이수가 좋아하는 초코바나나 초밥과 생크림 단팥 초밥 등을 세상에 내놓은 장본인이다. 어릴 적 프로 블레이더를 꿈꿨으나 초밥집 가문을 이어받은 참이라 베이에 열중할 틈이 없어 자연스래 요리사의 길을 택했고, 대신 프로가 될 유망주 팀의 후원사가 되어 X타워 정상에 오를 것을 꿈꾸며 페르소나의 후원사가 된다.
임메이 (冥殿メイコ)
성우 - 아오키 루리코 / 김하루
전용 베이 - BX-14 샤크 엣지 3-60LF (シャークエッジ3-60LF) (어택 타입) (시스템: 베이식 라인) (랜덤 부스터 Vol.1) → UX-15 샤크 스케일 4-50UF (シャークスケイル4-50UF) (시스템: 유니크 라인) (부스터 세트) / BX-36 웨일 웨이브 5-70E (ホエールウェーブ5-70E) (밸런스 타입) (시스템: 베이식 라인) (랜덤 부스터 (웨일웨이브 셀렉트))
5월 5일생. 태양인의 비서로 일하는 전직 프로 블레이더.

### 팬드래곤 (ペンドラゴン)
류크롬 (龍宮クロム) / 가면 Y (仮面Y)
성우 - 이시카와 카이토 / 황창영
전용 베이 - BX-00 코발트 드레이크 4-60F (コバルトドレイク4-60F) (어택 타입) (시스템: 베이식 라인) ("레어 베이 겟 배틀(レアベイゲットバトル)"의 한정 부스터) (《탑블레이드 (爆転シュート ベイブレード)》(2001년 ~ 2003년)의 드래곤(ドラグーン)의 오마주) → BX-34 코발트 드래군 2-60C (コバルトドラグーン2-60C) (어택 타입) (시스템: 베이식 라인) (스타터) (《탑블레이드 (爆転シュート ベイブレード)》(2001년 ~ 2003년)의 드래곤(ドラグーン)의 오마주) → UX-11 임팩트 드레이크 9-60LR (インパクトドレイク9-60LR) (시스템: 유니크 라인) (스타터) (《탑블레이드 (爆転シュート ベイブレード)》(2001년 ~ 2003년)의 드래곤(ドラグーン)의 오마주)
12월 3일생.
나시우 (七色シグル)
성우 - 이세 마리야 / 김유림
전용 베이 - BX-33 펄 타이거 3-60U (ヴァイスタイガー3-60U) (밸런스 타입) (시스템: 베이식 라인) (부스터) (《탑블레이드 (爆転シュート ベイブレード)》(2001년 ~ 2003년)의 드래이거(ドライガー)의 오마주)
2월 4일생. 나다운의 자매.
신하늘 (神成シエル) / 가면 Z (仮面Z)
성우 - 후루타 카즈키 / 박민기
전용 베이 - BX-35 블랙 터틀 4-60D (ブラックシェル4-60D) (디펜스 타입) (시스템: 베이식 라인) (랜덤 부스터 Vol.4) (《탑블레이드 (爆転シュート ベイブレード)》(2001년 ~ 2003년)의 드래셀(ドラシエル)의 오마주) → BX-39 쉘터 드레이크 7-80GP (シェルタードレイク7-80GP) (밸런스 타입) (시스템: 베이식 라인) (랜덤 부스터 (쉘터 드레이크 셀렉트)) (《탑블레이드 (爆転シュート ベイブレード)》(2001년 ~ 2003년)의 드래곤(ドラグーン)과 드래셀(ドラシエル)의 오마주)

### 팔랑크스 (ファランクス)
이석산 (石山タクミ)
성우 - KENN / 이호산
전용 베이 - 스톤 몽블랑 3-80N (ストーンモンブラン3-80N) (디펜스 타입) (시스템: 베이식 라인) (완구 미출시)
3월 14일생. 10년간 베이블레이드를 해오며 실력을 쌓아온 프로 블레이더. 적이든 동료든 그 상대가 베이 배틀에서 패한다면 상대의 베이를 파괴해버리고 프로를 향한 마음을 없애게 한다는 신념을 가지고 있다. 베이는 노력이 아닌 재미라고 하는 가면X를 부정하며 자신은 10년 동안 노력해왔다고 말한다. 가면X는 이에 자신은 베이블레이드를 하며 노력은 해본 적이 없다며 손쉽게 가면X에게 패배한다.
유원리 (左葉ゲンリ)
성우 - 오오마치 토모히로 / 박민기
전용 베이 - 아이언 포레스트 4-80B (アイアンフォレスト4-80B) (스태미너 타입) (시스템: 베이식 라인) (가면X와의 베이 배틀에서 패배 이후 이석산에 의해 파괴된다, 하지만 다시 구입했었는지 40화에서 다시 등장했다. 이때 가면 y에게 오버 피니쉬로 패한다.)(완구 미출시)
3월 4일생.
진승진 (陣内バリキ)
성우 - 이시구로 후미타케 / 서반석
전용 베이 - 다이아몬드 넛츠 3-60LF (ダイヤモンドナッツ3-60LF) (어택 타입) (시스템: 베이식 라인) (완구 미출시)
7월 22일생.

### 주가닉 (ズーガニック)
김만호 (万獣キング)
성우 - 스즈키 료타 / 홍범기
전용 베이 - BX-15 레온 클로우 5-60P (レオンクロー5-60P) (밸런스 타입) (시스템: 베이식 라인) (스타터) → UX-06 레온 크레스트 7-60GN (レオンクレスト7-60GN) (디펜스 타입) (시스템: 유니크 라인) (부스터)
10월 4일생.
오사현 (億長トグロ)
성우 - 하마노 다이키 / 황해준
전용 베이 - BX-16 바이퍼 테일 5-80O (ヴァイパーテイル5-80O) (스태미너 타입) (시스템: 베이식 라인) (랜덤 부스터 (바이퍼테일 셀렉트)) → 바이퍼 테일 3-80P(ヴァイパーテイル3-80P) (밸런스 타입)
1월 6일생.
조나리 (チョゥー・パン)
성우 - 와카이 유우키 / 김유림
전용 베이 - BX-19 라이노 혼 3-80S (ライノホーン3-80S) (디펜스 타입) (시스템: 베이식 라인) (부스터) → 라이노 혼 5-80A(ライノホーン5-80A) (어택 타입)
3월 20일생.

### 이그드라실 (ユグドラシル)
홍불새 (不死原バーン)
성우 - 코바야시 유스케 / 서반석
전용 베이 - BX-00 피닉스 페더 3-60F (フェニックスフェザー3-60F) (어택 타입) (시스템: 베이식 라인) (《월간 코로코로 코믹》 한정 부스터) → BX-23 피닉스 소어 9-60GF (フェニックスウイング9-60GF) (어택 타입) (시스템: 프로토타입) (스타터) → UX-07 피닉스 러더 9-70G (フェニックスラダー9-70G) (스태미너 타입) (시스템: 유니크 라인) (부스터 세트)
2월 4일생.
남유니 (難波ゆに)
성우 - 마에카와 유코 / 김하루
전용 베이 - BX-26 유니콘 스팅 5-60GP (ユニコーンスティング5-60GP) (밸런스 타입) (시스템: 베이식 라인) (부스터) → 유니콘 스팅 3-70GF (ユニコーンスティング3-70GF) (어택 타입)
6월 11일생.
조나모 (猫山ゾナモス)
성우 - 카누카 미츠아키 / 황창영
전용 베이 - BX-27 스핑크스 카울 9-80GN (スフィンクスカウル9-80GN) (디펜스 타입) (시스템: 베이식 라인) (랜덤 부스터 (스핑크스 카울 셀렉트)) → 스핑크스 카울 1-80G (スフィンクスカウル1-80G) (스태미너 타입)
9월 12일생.

### 드림즈 (ドリームズ)
김만순 (万獣クイン)
성우 - 미야데라 토모코 / 이미나
전용 베이 - BX-00 닌자 나이프 4-80HN (シノビナイフ4-80HN) (디펜스 타입) (시스템: 베이식 라인) (과거에 사용한 베이) → UX-05 닌자 섀도우 1-80MN (シノビシャドウ1-80MN) (디펜스 타입) (시스템: 유니크 라인) (랜덤 부스터 (닌자 섀도우 셀렉트))
4월 21일생. 김만호의 할머니. 프로 경력 25년차, 승패 전적은 9999승 9패라는 압도적인 기록을 가지고 있어 살아있는 전설로 불리는 블레이더. 노년의 미가 깃든 얼굴에 뒷머리가 살짝 풀린 모히칸 머리와 귀에 피어싱한 작은 퀸의 체스 말이 특징으로, 동양풍의 꽃무늬가 새겨진 긴 길이의 가쿠란과 내의로 라이언즈 정글이 적힌 티셔츠를 입고 있다.
주렉스 (珠羅レックス)
성우 - 츠치다 레이오 / 황해준
전용 베이 - BX-31 티라노 비트 4-70Q (ティラノビート4-70Q) (어택 타입) (시스템: 베이식 라인) (랜덤 부스터 Vol.3)
7월 24일생. X 타워 88층에 오른 프로 블레이더. 일명 "무패 킬러"로 알려져 있다. 공룡의 깃과 같은 머리에 렉스란 글자와 근육질의 이족보행 공룡 캐릭터가 그려진 티셔츠를 입고 있다.
쿵 (ぱっくん)
성우 - 사토 겐 / 남도형
전용 베이 - UX-02 헬즈 해머 3-70H (ヘルズハンマー3-70H) (밸런스 타입) (시스템: 유니크 라인) (스타터) → UX-01 드랜 버스터 1-60A (ドランバスター1-60A) (어택 타입) (시스템: 유니크 라인) (스타터) → UX-09 워리어 세이버 2-70L (サムライセイバー2-70L) (어택 타입) (시스템: 유니크 라인) (스타터) → 바이퍼 테일 3-80P(ヴァイパーテイル3-80P) (밸런스 타입)
8월 9일생. SNS에서 베이 장인 자격을 지님으로써 관련한 컨텐츠를 진행하는 4500만 구독자 수를 보유한 베이튜버다. 팔로워 수를 더 늘리려고 하는 목적으로 원조 베이의 성능과 똑같이 베이를 복제하기 위해 설계도를 훔쳐가는데다, 원조와 배틀할 때 항상 촬영을 하고, 자신이 복제한 베이를 자기 이름을 붙여서 부른다.(예: 헬즈 해어 - 쿵 해머)

### 골디어스 (ゴルディアス)
강루라 (金色カルラ)
성우 - 츠지 아유미 / 이엘리사
전용 베이 - BX-38 크림슨 가루다 4-70TP (クリムゾンガルーダ4-70TP) (밸런스 타입) (시스템: 베이식 라인) (부스터) (《탑블레이드 (爆転シュート ベイブレード)》(2001년 ~ 2003년)의 드랜져(ドランザー)의 오마주)
12월 1일생.
쿠와바라 레이유 (桑原レイユ)
성우 - 아마네 카논
전용 베이 - UX-12 고스트 서클 0-80GB (ゴーストサークル0-80GB) (스태미너 타입)(시스템: 유니크 라인) (랜덤 부스터 Vol.5)
10월 31일생.
고이환 (剛轟イワオ)
성우 - 야스모토 히로키 / 홍범기
전용 베이 - UX-13 골렘 락 1-60UN (ゴレムロック1-60UN) (디펜스 타입) (시스템: 유니크 라인) (부스터)
4월 22일생.

### 조디악 (ゾディアック)
천금성 (白星オメガ)
성우 - 코시미즈 아미
전용 베이 - UX-00 에어로 페가시우스 3-70A (アエロペガサス3-70A) (어택 타입) (시스템: 유니크 라인) ("레어 베이 겟 배틀(レアベイゲットバトル)"의 한정 부스터) (《메탈 베이블레이드 (メタルファイトベイブレード)》(2009년 ~ 2012년)의 페가시스(ペガシス)의 오마주) → CX-07 페가시우스 블래스트 ATr (ペガサスブラストATr) (시스템: 커스텀 라인) (스타터) (《메탈 베이블레이드 (メタルファイトベイブレード)》(2009년 ~ 2012년)의 페가시스(ペガシス)의 오마주)
10월 10일생. 천은성의 엄마.
로지 란츠 (露地ランツ)
성우 - 무로 겐키 / 홍범기
전용 베이 - CX-03 페르세우스 다크 B6-80W (ペルセウスダークB6-80W) (디펜스 타입) (시스템: 커스텀 라인) (부스터) (《메탈 베이블레이드 (メタルファイトベイブレード)》(2009년 ~ 2012년)의 페르세우스(ペルセウス)의 오마주)
8월 13일생.
밀리온 (三頭ミリオン)
성우 - 이와나카 무츠키 / 김선웅
전용 베이 - CX-08 켈베로스 플레임 W5-80WB (ケルベロスフレイムW5-80WB) (스태미너 타입) (시스템: 커스텀 라인) (랜덤 부스터 Vol.7) (《메탈 베이블레이드 (メタルファイトベイブレード)》(2009년 ~ 2012년)의 켈베로스(ケルベクス)의 오마주)
3월 23일생.

### 미스리더스 (ミスリーダーズ)
큐비 요우코 (九尾ヨウコ)
성우 - 토요나가 토시유키
전용 베이 - CX-06 폭스 브러쉬 J9-70GR (フォックスブラッシュJ9-70GR) (어택 타입) (시스템: 커스텀 라인) (랜덤 부스터 (폭스 브러쉬 셀렉트))
독고우식 (腐飾ドクガ)
성우 - 시게마츠 치하루
전용 베이 - UX-14 스콜피온 스피어 0-70Z (スコーピオスピア0-70Z) (밸런스 타입) (시스템: 유니크 라인) (스타터)
7월 29일생.
이신룡 (一心リュウ)
성우 - 이토 켄타로
전용 베이 - BX-44 트리케라 프레스 M-85BS (トリケラプレスM-85BS) (디펜스 타입) (시스템: 베이식 라인) (부스터)

### B4 (BeyBlade Battle Base)
카일 (門バンタロウ) / 카이 (カドバー)
성우 - 후루카와 마코토 / 박민기
전용 베이 - BX-24 와이번 게일 5-80GB (ワイバーンゲイル5-80GB) (스태미너 타입) (시스템: 베이식 라인) (랜덤 부스터 Vol.2)
12월 25일생. X타워의 1층에서 수문장 역할을 담당하고 있다.

### 무소속
카를로 (丸湖カルロ)
성우 - 타케우치 료타 / 황창영
전용 베이 - 스트라이크 호크 4-80LF (ストライクホーク4-80LF) (어택 타입) (시스템: 베이식 라인) (완구 미출시)
은랑 (銀狼)
성우 - 코니시 카츠유키 / 김선웅
전용 베이 - UX-08 실버 울프 3-80FB (シルバーウルフ3-80FB) (스태미너 타입) (시스템: 유니크 라인) (스타터) (《탑블레이드 (爆転シュート ベイブレード)》(2001년 ~ 2003년)의 울버그(ウルボーグ)의 오마주)
7월 3일생.

### AI
0호 (ゼロゴー)
성우 - 코마다 와타루 / 서반석
아마추어 아레나 및 X 타워 내부에서 베이 배틀의 실황을 담당하는 AI 역할을 맞고 있다.
1호 (イチゴー)
성우 - 히다카 리나 / 오로아
전용 베이 - 베리 베리 봄 5-80GB (ベリーベリーボム5-80GB) (스태미너 타입) (시스템: 베이식 라인) (완구 미출시)
X 타워의 마스코트 AI로 0호와 같이 베이 배틀 실황을 담당하는 역할을 같이 한다.
2호 (ニゴー)
성우 - 오기노 하즈키 / 김유림
4X 스타디움의 심판 AI. 4X 스타디움에서 이뤄지는 배틀에서 사람을 대신해 배틀의 결과를 판단하는 AI 역할을 한다.
3호 (サンゴー)
성우 - 타지마 사란

## 베이
- BX-01 드랜 소드 3-60F (ドランソード3-60F) (Sword Dran 3-60F (Flat)) (어택 타입) (시스템: 베이식 라인) (스타터) (구이수(黒須エクス)(주인공)의 베이)
  - BX-20 드랜 대거 4-60R (ドランダガー4-60R) (Dagger Dran 4-60R (Rush)) (1.5대째 드랜) (어택 타입) (시스템: 베이식 라인) (부스터 세트) (구이수(黒須エクス)(주인공)의 베이)
    - UX-01 드랜 버스터 1-60A (ドランバスター1-60A) (Buster Dran 1-60A (Accel)) (2대째 드랜) (어택 타입) (시스템: 유니크 라인) (스타터) (구이수(黒須エクス)(주인공)의 베이)
      - CX-01 드랜 브레이브 S6-60V (ドランブレイブS6-60V) (Courage Dran S 6-60V (Slash 6-60 Vortex)) (3대째 드랜) (어택 타입) (시스템: 커스텀 라인) (스타터) (구이수(黒須エクス)(주인공)의 베이)
- BX-02 헬즈 사이드 4-60T (ヘルズサイズ4-60T) (Scythe Incendio 4-60T (Taper)) (밸런스 타입) (시스템: 베이식 라인) (스타터) (강바람(風見バード)의 베이)
  - BX-21 헬즈 체인 5-60HT (ヘルズチェイン5-60HT) (Chain Incendio 5-60HT (High-Taper)) (1.5대째 헬즈) (밸런스 타입) (시스템: 베이식 라인) (부스터 세트) (강바람(風見バード)의 베이)
    - UX-02 헬즈 해머 3-70H (ヘルズハンマー3-70H) (Hammer Incendio 3-70H (Hexa)) (2대째 헬즈) (밸런스 타입) (시스템: 유니크 라인) (스타터) (강바람(風見バード)의 베이)
      - CX-05 헬즈 리퍼 T4-70K (ヘルズリーパーT4-70K) (Reaper Incendio T 4-70K (Turn 4-70 Kick)) (3대째 헬즈) (밸런스 타입) (시스템: 커스텀 라인) (랜덤 부스터 Vol.6) (강바람(風見バード)의 베이)
- BX-03 위저드 애로우 4-80B (ウィザードアロー4-80B) (Arrow Wizard 4-80B (Ball)) (스태미너 타입) (시스템: 베이식 라인) (스타터) (나다운(七色マルチ)의 베이)
  - UX-03 위저드 로드 5-70DB (ウィザードロッド5-70DB) (Wand Wizard 5-70DB (Disc-Ball)) (2대째 위저드) (스태미너 타입) (시스템: 유니크 라인) (부스터) (나다운(七色マルチ)의 베이)
    - CX-02 위저드 아크 R4-55LO (ウィザードアークR4-55LO) (Arc Wizard R 4-55LO (Round 4-55 Low-Orb)) (3대째 위저드) (스태미너 타입) (시스템: 커스텀 라인) (스타터) (나다운(七色マルチ)의 베이)
- BX-04 나이트 실드 3-80N (ナイトシールド3-80N) (Helm Knight 3-80N (Needle)) (디펜스 타입) (시스템: 베이식 라인) (스타터) (나다운(七色マルチ)의 베이)
  - BX-13 나이트 랜스 4-80HN (ナイトランス4-80HN) (Lance Knight 4-80HN (High-Needle)) (1.5대째 나이트) (디펜스 타입) (시스템: 베이식 라인) (부스터) (나다운(七色マルチ)의 베이)
    - UX-10 나이트 메일 3-85BS (ナイトメイル3-85BS) (Mail Knight 3-85BS (Bound-Spike)) (2대째 나이트) (디펜스 타입) (시스템: 유니크 라인) (부스터 세트) (나다운(七色マルチ)의 베이)
- BX-14 샤크 엣지 3-60LF (シャークエッジ3-60LF) (Keel Shark 3-60LF (Low-Flat)) (어택 타입) (시스템: 베이식 라인) (랜덤 부스터 Vol.1) (임메이(冥殿メイコ)의 베이)
  - UX-15 샤크 스케일 4-50UF (シャークスケイル4-50UF) (Scale Shark 4-50UF (Under Flat)) (2대째 샤크) (어택 타입) (시스템: 유니크 라인) (부스터 세트) (임메이(冥殿メイコ)의 베이)
- BX-36 웨일 웨이브 5-70E (ホエールウェーブ5-70E) (Tide Whale 5-70E (Elevate)) (밸런스 타입) (시스템: 베이식 라인) (랜덤 부스터 (웨일웨이브 셀렉트)) (임메이(冥殿メイコ)의 베이)
- BX-00 코발트 드레이크 4-60F (コバルトドレイク4-60F) (Cobalt Drake 4-60F (Flat)) (어택 타입) (시스템: 베이식 라인) ("레어 베이 겟 배틀(レアベイゲットバトル)"의 한정 부스터) (《탑블레이드 (爆転シュート ベイブレード)》(2001년 ~ 2003년)의 드래곤(ドラグーン)의 오마주) (류크롬(龍宮クロム)의 베이)
  - BX-34 코발트 드래군 2-60C (コバルトドラグーン2-60C) (Cobalt Dragoon 2-60C (Cyclone)) (어택 타입) (좌회전) (시스템: 베이식 라인) (스타터) (《탑블레이드 (爆転シュート ベイブレード)》(2001년 ~ 2003년)의 드래곤(ドラグーン)의 오마주) (류크롬(龍宮クロム)의 베이)
    - UX-11 임팩트 드레이크 9-60LR (インパクトドレイク9-60LR) (Impact Drake 9-60LR (Low-Rush)) (2대째 드레이크) (어택 타입) (시스템: 유니크 라인) (스타터) (《탑블레이드 (爆転シュート ベイブレード)》(2001년 ~ 2003년)의 드래곤(ドラグーン)의 오마주) (류크롬(龍宮クロム)의 베이)
- BX-15 레온 클로우 5-60P (レオンクロー5-60P) (Claw Leon 5-60P (Point)) (밸런스 타입) (시스템: 베이식 라인) (스타터) (김만호(万獣キング)의 베이)
  - UX-06 레온 크레스트 7-60GN (レオンクレスト7-60GN) (Crest Leon 7-60GN (Gear-Needle)) (2대째 레온) (디펜스 타입) (시스템: 유니크 라인) (부스터) (김만호(万獣キング)의 베이)
- BX-16 바이퍼 테일 5-80O (ヴァイパーテイル5-80O) (Tail Viper 5-80O (Orb)) (스태미너 타입) (시스템: 베이식 라인) (랜덤 부스터 (바이퍼테일 셀렉트)) (오사현(億長トグロ)의 베이)
- BX-19 라이노 혼 3-80S (ライノホーン3-80S) (Horn Rhino 3-80S (Spike)) (디펜스 타입) (시스템: 베이식 라인) (부스터) (조나리(チョゥー・パン)의 베이)
- BX-00 피닉스 페더 3-60F (フェニックスフェザー3-60F) (Feather Phoenix 3-60F (Flat)) (어택 타입) (시스템: 베이식 라인) (《월간 코로코로 코믹》 한정 부스터) (홍불새(不死原バーン)의 베이)
  - BX-23 피닉스 소어 9-60GF (フェニックスウイング9-60GF) (Soar Phoenix 9-60GF (Gear-Flat)) (1.5대째 피닉스) (어택 타입) (시스템: 베이식 라인) (스타터) (홍불새(不死原バーン)의 베이)
    - UX-07 피닉스 러더 9-70G (フェニックスラダー9-70G) (Rudder Phoenix 9-70G (Glide)) (2대째 피닉스) (스태미너 타입) (시스템: 유니크 라인) (부스터 세트) (홍불새(不死原バーン)의 베이)
- BX-24 와이번 게일 5-80GB (ワイバーンゲイル5-80GB) (Gale Wyvern 5-80GB (Gear-Ball)) (스태미너 타입) (시스템: 베이식 라인) (랜덤 부스터 Vol.2) (카이(カドバー)의 베이)
- BX-26 유니콘 스팅 5-60GP (ユニコーンスティング5-60GP) (Sting Unicorn 5-60GP (Gear-Point)) (밸런스 타입) (시스템: 베이식 라인) (부스터) (남유니(難波ゆに)의 베이)
- BX-27 스핑크스 카울 9-80GN (スフィンクスカウル9-80GN) (Cowl Sphinx 9-80GN (Gear-Needle)) (디펜스 타입) (시스템: 베이식 라인) (랜덤 부스터 (스핑크스카울 셀렉트)) (조나모(猫山ゾナモス)의 베이)
- BX-31 티라노 비트 4-70Q (ティラノビート4-70Q) (Beat Tyranno 4-70Q (Quake)) (어택 타입) (시스템: 베이식 라인) (랜덤 부스터 Vol.3) (주렉스(珠羅レックス)의 베이)
- UX-05 닌자 섀도우 1-80MN (シノビシャドウ1-80MN) (Shadow Shinobi 1-80MN (Metal-Needle)) (디펜스 타입) (시스템: 유니크 라인) (랜덤 부스터 (닌자섀도우 셀렉트)) (김만순(万獣クイン)(김만호의 할머니)의 베이)
- BX-33 펄 타이거 3-60U (ヴァイスタイガー3-60U) (Pearl Tiger 3-60U (Unite)) (밸런스 타입) (시스템: 베이식 라인) (부스터) (《탑블레이드 (爆転シュート ベイブレード)》(2001년 ~ 2003년)의 드래이거(ドライガー)의 오마주) (나시우(七色シグル)(나다운의 자매)의 베이)
- BX-35 블랙 터틀 4-60D (ブラックシェル4-60D) (Obsidian Shell 4-60D (Dot)) (디펜스 타입) (시스템: 베이식 라인) (랜덤 부스터 Vol.4) (《탑블레이드 (爆転シュート ベイブレード)》(2001년 ~ 2003년)의 드래셀(ドラシエル)의 오마주) (신하늘(神成シエル)의 베이)
  - BX-39 쉘터 드레이크 7-80GP (シェルタードレイク7-80GP) (Shelter Drake 7-80GP (Gear-Point)) (밸런스 타입) (시스템: 베이식 라인) (랜덤 부스터 (쉘터 드레이크 셀렉트)) (《탑블레이드 (爆転シュート ベイブレード)》(2001년 ~ 2003년)의 드래곤(ドラグーン)과 드래셀(ドラシエル)의 오마주) (신하늘(神成シエル)의 2대째 베이)
- BX-38 크림슨 가루다 4-70TP (クリムゾンガルーダ4-70TP) (Scarlet Garuda 4-70TP (Trans-Point)) (밸런스 타입) (시스템: 베이식 라인) (부스터) (《탑블레이드 (爆転シュート ベイブレード)》(2001년 ~ 2003년)의 드랜져(ドランザー)의 오마주) (강루라(金色カルラ)의 베이)
- BX-44 트리케라 프레스 M-85BS (トリケラプレスM-85BS) (Press Triceratops M-85BS (Bound Spike)) (디펜스 타입) (시스템: 베이식 라인) (부스터) (이신룡(一心リュウ)의 베이)
- BX-48 ??? (시스템: 베이식 라인) (랜덤 부스터 Vol.8)
- UX-00 에어로 페가시우스 3-70A (アエロペガサス3-70A) (Aero Pegasus 3-70A (Accel)) (어택 타입) (시스템: 유니크 라인) ("레어 베이 겟 배틀(レアベイゲットバトル)"의 한정 부스터) (《메탈 베이블레이드 (メタルファイトベイブレード)》(2009년 ~ 2012년)의 페가시스(ペガシス)의 오마주) (천금성(白星オメガ)(천은성의 엄마)의 베이)
  - CX-07 페가시우스 블래스트 ATr (ペガサスブラストATr) (Blast Pegasus ATr (Assault Turbo)) (시스템: 커스텀 라인) (스타터) (《메탈 베이블레이드 (メタルファイトベイブレード)》(2009년 ~ 2012년)의 페가시스(ペガシス)의 오마주) (천금성(白星オメガ)(천은성의 엄마)의 베이)
- UX-08 실버 울프 3-80FB (シルバーウルフ3-80FB) (Sterling Wolf 3-80FB (Free-Ball)) (스태미너 타입) (시스템: 유니크 라인) (스타터) (《탑블레이드 (爆転シュート ベイブレード)》(2001년 ~ 2003년)의 울버그(ウルボーグ)의 오마주) (은랑(銀狼)의 베이)
- UX-09 워리어 세이버 2-70L (サムライセイバー2-70L) (Saber Samurai 2-70L (Level)) (어택 타입) (시스템: 유니크 라인) (스타터) (천은성(白星テンカ)의 베이)
  - BX-45 워리어 칼리버 6-70M (サムライカリバー6-70M) (Calibur Samurai 6-70M (Merge)) (2대째 워리어) (밸런스 타입) (시스템: 베이식 라인) (부스터) (천은성(白星テンカ)의 베이)
- UX-12 고스트 서클 0-80GB (ゴーストサークル0-80GB) (Circle Ghost 0-80GB (Gear-Ball)) (스태미너 타입) (시스템: 유니크 라인) (랜덤 부스터 Vol.5) (쿠와바라 레이유(桑原レイユ)의 베이)
- UX-13 골렘 록 1-60UN (ゴレムロック1-60UN) (Rock Golem 1-60UN (Under-Needle)) (디펜스 타입) (시스템: 유니크 라인) (부스터) (고이환(轟轟イワオ)의 베이)
- UX-14 스콜피온 스피어 0-70Z (スコーピオスピア0-70Z) (Spear Scorpio 0-70Z (Zap)) (밸런스 타입) (시스템: 유니크 라인) (스타터) (독고우식(腐飾ドクガ)의 베이)
- UX-16 ??? (시스템: 유니크 라인) (랜덤 부스터 (??? 셀렉트))
- UX-17 ??? (시스템: 유니크 라인) (스타터)
- CX-00 월큐레 볼트 S4-70V (ワルキューレボルトS4-70V) (Valkyrie Volt S 4-70V (Slash 4-70 Vortex)) (어택 타입) (시스템: 커스텀 라인) ("레어 베이 겟 배틀(レアベイゲットバトル)"의 한정 부스터) (《베이블레이드 버스트 (ベイブレードバースト)》(2016년 ~ 2022년)의 발키리(ヴァルキリー)의 오마주)
- CX-03 페르세우스 다크 B6-80W (ペルセウスダークB6-80W) (Dark Perseus B 6-80W (Bumper 6-80 Wedge)) (디펜스 타입) (시스템: 커스텀 라인) (부스터) (《메탈 베이블레이드 (メタルファイトベイブレード)》(2009년 ~ 2012년)의 페르세우스(ペルセウス)의 오마주) (로지 란츠(露地ランツ)의 베이)
- CX-06 폭스 브러쉬 J9-70GR (フォックスブラッシュJ9-70GR) (Brush Fox J 9-70GR (Jaggy 9-70 Gear-Rush)) (어택 타입) (시스템: 커스텀 라인) (랜덤 부스터 (폭스 브러쉬 셀렉트)) (큐비 요우코(九尾ヨウコ)의 베이)
- CX-08 켈베로스 플레임 W5-80WB (ケルベロスフレイムW5-80WB) (Flame Cerberus W 5-80WB (Wheel 5-80 Wall-Ball)) (스태미너 타입) (시스템: 커스텀 라인) (랜덤 부스터 Vol.7) (《메탈 베이블레이드 (メタルファイトベイブレード)》(2009년 ~ 2012년)의 켈베로스(ケルベクス)의 오마주) (미즈 밀리온(三頭ミリオン)의 베이)
- CX-09 솔 이클립스 D5-70TK (ソルエクリプスD5-70TK) (Sol Eclipse D 5-70TK (Dual 5-70 Trans-Kick)) (밸런스 타입) (시스템: 커스텀 라인) (스타터) (《메탈 베이블레이드 (メタルファイトベイブレード)》(2009년 ~ 2012년)의 솔 블레이즈(ソルブレイズ)의 오마주)
- CX-10 ??? (시스템: 커스텀 라인) (부스터)
- CX-11 ??? (시스템: 커스텀 라인) (부스터 세트)
- CX-12 ??? (시스템: 커스텀 라인) (부스터)

## 방영 목록
| 화수 | 제목                                                                 | 일본 방송일      | 한국 방송일      | 첫 등장한 베이 |
| ---- | -------------------------------------------------------------------- | ---------------- | ---------------- | --- |
| 1화  | X[엑스] (エックス)                                                   | 2023년 10월 6일  | 2024년 2월 5일   | BX-01 드랜 소드 3-60F (ドランソード3-60F) (어택 타입) (시스템: 베이식 라인) (스타터) (구이수(黒須エクス)(가면 X)(주인공)의 베이) 스트라이크 호크 4-80LF (ストライクホーク4-80LF) (어택 타입) (시스템: 베이식 라인) (강바람(風見バード)의 베이) (이석산에 의해 파괴된다) (완구 미출시) 스톤 몽블랑 3-80N (ストーンモンブラン3-80N) (디펜스 타입) (시스템: 베이식 라인) (이석산(石山タクミ)의 베이) (완구 미출시) 아이언 포레스트 4-80B (アイアンフォレスト4-80B) (스태미너 타입) (시스템: 베이식 라인) (유원리(左葉ゲンリ)의 베이) (완구 미출시) 다이아몬드 넛츠 3-60LF (ダイヤモンドナッツ3-60LF) (어택 타입) (시스템: 베이식 라인) (진승진(陣内バリキ)의 베이) (완구 미출시) |
| 2화  | 일곱 빛깔 자객 (七色の刺客)                                          | 2023년 10월 13일 | 2024년 2월 12일  | BX-02 헬즈 사이드 4-60T (ヘルズサイズ4-60T) (밸런스 타입) (시스템: 베이식 라인) (스타터) (강바람(風見バード)의 베이) BX-03 위저드 애로우 4-80B (ウィザードアロー4-80B) (스태미너 타입) (시스템: 베이식 라인) (스타터) (나다운(七色マルチ)의 베이) BX-04 나이트 실드 3-80N (ナイトシールド3-80N) (디펜스 타입) (시스템: 베이식 라인) (스타터) (나다운(七色マルチ)의 베이) |
| 3화  | 팀 페르소나! (チームペルソナ)                                        | 2023년 10월 20일 | 2024년 2월 19일  | |
| 4화  | 베이 후원사 (ベイスポンサー)                                         | 2023년 10월 27일 | 2024년 2월 26일  | BX-13 나이트 랜스 4-80HN (ナイトランス4-80HN) (1.5대째 나이트) (디펜스 타입) (시스템: 베이식 라인) (부스터) (나다운(七色マルチ)의 베이) BX-14 샤크 엣지 3-60LF (シャークエッジ3-60LF) (어택 타입) (시스템: 베이식 라인) (랜덤 부스터 Vol.1) (임메이(冥殿メイコ)의 베이) |
| 5화  | 가자, 엑스 타워! (いざXタワー)                                       | 2023년 11월 3일  | 2024년 3월 4일   | BX-00 코발트 드레이크 4-60F (コバルトドレイク4-60F) (어택 타입) (시스템: 베이식 라인) ("레어 베이 겟 배틀(レアベイゲットバトル)"의 한정 부스터) (《탑블레이드 (爆転シュート ベイブレード)》(2001년 ~ 2003년)의 드래곤(ドラグーン)의 오마주) (류크롬(龍宮クロム)(가면 Y)의 베이) BX-15 레온 클로우 5-60P (レオンクロー5-60P) (밸런스 타입) (시스템: 베이식 라인) (스타터) (김만호(万獣キング)의 베이) |
| 6화  | 라이언스 정글! (ライオンズジャングル)                                | 2023년 11월 10일 | 2024년 3월 11일  | BX-16 바이퍼 테일 5-80O (ヴァイパーテイル5-80O) (스태미너 타입) (시스템: 베이식 라인) (랜덤 부스터 (바이퍼테일 셀렉트)) (오사현(億長トグロ)의 베이) BX-19 라이노 혼 3-80S (ライノホーン3-80S) (디펜스 타입) (시스템: 베이식 라인) (부스터) (조나리(チョゥー・パン)의 베이) |
| 7화  | 팀 주가닉! (チームズーガニック)                                      | 2023년 11월 17일 | 2024년 3월 18일  | |
| 8화  | 가면과 사자왕! (仮面と獅子王)                                        | 2023년 11월 24일 | 2024년 3월 25일  | |
| 9화  | 베이 장인! (ベイクラフター)                                          | 2023년 12월 1일  | 2024년 4월 1일   | BX-21 헬즈 체인 5-60HT (ヘルズチェイン5-60HT) (1.5대째 헬즈) (밸런스 타입) (시스템: 베이식 라인) (부스터 세트) (강바람(風見バード)의 베이) |
| 10화 | 프로의 세계 (プロの世界)                                             | 2023년 12월 8일  | 2024년 4월 8일   | BX-20 드랜 대거 4-60R (ドランダガー4-60R) (1.5대째 드랜) (어택 타입) (시스템: 베이식 라인) (부스터 세트) (구이수(黒須エクス)(가면 X)(주인공)의 베이) |
| 11화 | 카이의 시험! (カドバーの試験)                                        | 2023년 12월 15일 | 2024년 4월 15일  | BX-24 와이번 게일 5-80GB (ワイバーンゲイル5-80GB) (스태미너 타입) (시스템: 베이식 라인) (랜덤 부스터 Vol.2) (카이(カドバー)의 베이) |
| 12화 | 마지막 배틀! (最後の闘い)                                            | 2023년 12월 22일 | 2024년 4월 22일  | BX-00 피닉스 페더 3-60F (フェニックスフェザー3-60F) (어택 타입) (시스템: 베이식 라인) (《월간 코로코로 코믹》 한정 부스터) (홍불새(不死原バーン)의 베이) BX-23 피닉스 소어 9-60GF (フェニックスウイング9-60GF) (1.5대째 피닉스) (어택 타입) (시스템: 베이식 라인) (스타터) (홍불새(不死原バーン)의 베이) |
| 13화 | 1호 팬 (ファン第一号)                                                | 2024년 1월 5일   | 2024년 4월 29일  | |
| 14화 | 엑스의 체력 훈련! (エクスエクササイズ)                               | 2024년 1월 12일  | 2024년 5월 6일   | |
| 15화 | 수수께끼와 베이 (ナゾアンドベイ)                                     | 2024년 1월 19일  | 2024년 5월 13일  | BX-27 스핑크스 카울 9-80GN (スフィンクスカウル9-80GN) (디펜스 타입) (시스템: 베이식 라인) (랜덤 부스터 (스핑크스카울 셀렉트)) (조나모(猫山ゾナモス)의 베이) |
| 16화 | 노블레스 오브리주 (ノブレスオブリージュ)                             | 2024년 1월 26일  | 2024년 5월 20일  | |
| 17화 | 베이 패러다임 시프트 (ベイタイムシフト)                              | 2024년 2월 2일   | 2024년 5월 27일  | |
| 18화 | 블레이더의 긍지! (プライド)                                          | 2024년 2월 9일   | 2024년 6월 3일   | |
| 19화 | 최후의 승자? (DATTO)                                                 | 2024년 2월 16일  | 2024년 6월 10일  | |
| 20화 | 초밥의 추억! (寿司のメモリー)                                        | 2024년 2월 23일  | 2024년 6월 17일  | |
| 21화 | 인기 블레이더! (モテプロデュース)                                    | 2024년 3월 1일   | 2024년 6월 24일  | BX-26 유니콘 스팅 5-60GP (ユニコーンスティング5-60GP) (밸런스 타입) (시스템: 베이식 라인) (부스터) (남유니(難波ゆに)의 베이) |
| 22화 | 블랙 앤드 화이트! (BLACK & WHITE)                                    | 2024년 3월 8일   | 2024년 7월 1일   | |
| 23화 | 진실한 속마음 (本当の心)                                             | 2024년 3월 15일  | 2024년 7월 8일   | |
| 24화 | 초고속의 등장! (最速の降臨)                                          | 2024년 3월 22일  | 2024년 7월 15일  | |
| 25화 | 엑스의 의미 (最速の證明)                                             | 2024년 3월 29일  | 2024년 7월 22일  | |
| 26화 | 초대! (インビテーション)                                             | 2024년 4월 5일   | 2024년 7월 29일  | |
| 27화 | 최후의 투혼! (不屈の最後)                                            | 2024년 4월 12일  | 2024년 8월 5일   | |
| 28화 | 킹과 피닉스! (王とフェニックス)                                      | 2024년 4월 19일  | 2024년 8월 12일  | UX-01 드랜 버스터 1-60A (ドランバスター1-60A) (2대째 드랜) (어택 타입) (시스템: 유니크 라인) (스타터) (구이수(黒須エクス)(가면 X)(주인공)의 베이) |
| 29화 | 가면과 고기만두! (仮面と肉まん)                                      | 2024년 4월 26일  | 2024년 8월 19일  | 튜나 엣지 3-60LF (マグロエッジ3-60LF) (어택 타입) (시스템: 베이식 라인) (태양인(寿司谷タイショー)의 베이) (완구 미출시) 베리 베리 봄 5-80GB (ベリーベリーボム5-80GB) (스태미너 타입) (시스템: 베이식 라인) (1호(イチゴー)(AI)의 베이) (완구 미출시) |
| 30화 | 수수께끼와 인기! (ナゾとモテ)                                        | 2024년 5월 3일   | 2024년 8월 26일  | |
| 31화 | 친구 (ボクの仲間)                                                    | 2024년 5월 10일  | 2024년 9월 2일   | UX-03 위저드 로드 5-70DB (ウィザードロッド5-70DB) (2대째 위저드) (스태미너 타입) (시스템: 유니크 라인) (부스터) (나다운(七色マルチ)의 베이) |
| 32화 | 새로운 파트너 (新しい相棒)                                           | 2024년 5월 17일  | 2024년 9월 9일   | UX-02 헬즈 해머 3-70H (ヘルズハンマー3-70H) (2대째 헬즈) (밸런스 타입) (시스템: 유니크 라인) (스타터) (강바람(風見バード)의 베이) |
| 33화 | 소중한 약속 (人差し指の約束)                                         | 2024년 5월 24일  | 2024년 9월 16일  | |
| 34화 | 뜻밖의 손님 (七色の来客)                                             | 2024년 5월 31일  | 2024년 9월 23일  | |
| 35화 | 꿈의 경연 (夢の競演)                                                 | 2024년 6월 7일   | 2024년 9월 30일  | |
| 36화 | 블레이더 정신 (ブレーダーシップ)                                     | 2024년 6월 14일  | 2024년 10월 7일  | |
| 37화 | 예측 불가 (予測不能)                                                 | 2024년 6월 21일  | 2024년 10월 14일 | BX-31 티라노 비트 4-70Q (ティラノビート4-70Q) (어택 타입) (시스템: 베이식 라인) (랜덤 부스터 Vol.3) (주렉스(珠羅レックス)의 베이) |
| 38화 | 여왕의 귀환 (女王の帰還)                                             | 2024년 6월 28일  | 2024년 10월 21일 | UX-05 닌자 섀도우 1-80MN (シノビシャドウ1-80MN) (디펜스 타입) (시스템: 유니크 라인) (랜덤 부스터 (닌자섀도우 셀렉트)) (김만순(万獣クイン)(김만호의 할머니)의 베이) |
| 39화 | 최고의 블레이더! (最高のブレーダー)                                  | 2024년 7월 5일   | 2024년 10월 28일 | |
| 40화 | 또 하나의 가면 (もうひとつの仮面)                                    | 2024년 7월 12일  | 2024년 11월 4일  | |
| 41화 | 세 개의 가면 (3つの仮面)                                             | 2024년 7월 19일  | 2024년 11월 11일 | |
| 42화 | X, Y, Z (X Y Z)                                                      | 2024년 7월 26일  | 2024년 11월 18일 | BX-35 블랙 터틀 4-60D (ブラックシェル4-60D) (디펜스 타입) (시스템: 베이식 라인) (랜덤 부스터 Vol.4) (《탑블레이드 (爆転シュート ベイブレード)》(2001년 ~ 2003년)의 드래셀(ドラシエル)의 오마주) (신하늘(神成シエル)(가면 Z)의 베이) |
| 43화 | 그날의 펜드래곤 (あの日のペンドラゴン)                               | 2024년 8월 9일   | 2024년 11월 25일 | BX-34 코발트 드래군 2-60C (コバルトドラグーン2-60C) (어택 타입) (좌회전) (시스템: 베이식 라인) (스타터) (《탑블레이드 (爆転シュート ベイブレード)》(2001년 ~ 2003년)의 드래곤(ドラグーン)의 오마주) (류크롬(龍宮クロム)(가면 Y)의 베이) |
| 44화 | 그날의 가족 (あの日の家族)                                           | 2024년 8월 16일  | 2024년 12월 2일  | BX-33 펄 타이거 3-60U (ヴァイスタイガー3-60U) (밸런스 타입) (시스템: 베이식 라인) (부스터) (《탑블레이드 (爆転シュート ベイブレード)》(2001년 ~ 2003년)의 드래이거(ドライガー)의 오마주) (나시우(七色シグル)(나다운의 자매)의 베이) |
| 45화 | 그날의 너 (あの日のあなた)                                           | 2024년 8월 23일  | 2024년 12월 9일  | |
| 46화 | 휴식 (オフ)                                                          | 2024년 8월 30일  | 2024년 12월 16일 | |
| 47화 | 정상 대결 (頂上決戦)                                                 | 2024년 9월 6일   | 2024년 12월 23일 | |
| 48화 | 자매 대결 (七色の決着)                                               | 2024년 9월 13일  | 2024년 12월 30일 | |
| 49화 | 보이지 않는 것 (ミエナイモノ)                                        | 2024년 9월 20일  | 2025년 1월 6일   | |
| 50화 | 두 명의 엑스 (ふたりのX)                                             | 2024년 9월 27일  | 2025년 1월 13일  | |
| 51화 | 최고의 놀이 (最高の遊び)                                             | 2024년 10월 4일  | 2025년 1월 20일  | |
| 52화 | 다시 시작! (リスタート)                                              | 2024년 10월 18일 | 2025년 4월 4일   | BX-36 웨일 웨이브 5-70E (ホエールウェーブ5-70E) (밸런스 타입) (시스템: 베이식 라인) (랜덤 부스터 (웨일웨이브 셀렉트)) (임메이(冥殿メイコ)의 베이) |
| 53화 | 다가오는 새 시대 (新時代の予兆)                                      | 2024년 10월 25일 | 2025년 4월 11일  | UX-06 레온 크레스트 7-60GN (レオンクレスト7-60GN) (2대째 레온) (디펜스 타입) (시스템: 유니크 라인) (부스터) (김만호(万獣キング)의 베이) UX-07 피닉스 러더 9-70G (フェニックスラダー9-70G) (2대째 피닉스) (스태미너 타입) (시스템: 유니크 라인) (부스터 세트) (홍불새(不死原バーン)의 베이) UX-09 워리어 세이버 2-70L (サムライセイバー2-70L) (어택 타입) (시스템: 유니크 라인) (스타터) (천은성(白星テンカ)(가면 S)의 베이) |
| 54화 | 나의 길 (決意の道)                                                   | 2024년 11월 1일  | 2025년 4월 18일  | |
| 55화 | 새로운 베이 패러다임 시프트 (更なるベイタイムシフト)                 | 2024년 11월 8일  | 2025년 4월 25일  | BX-38 크림슨 가루다 4-70TP (クリムゾンガルーダ4-70TP) (밸런스 타입) (시스템: 베이식 라인) (부스터) (《탑블레이드 (爆転シュート ベイブレード)》(2001년 ~ 2003년)의 드랜져(ドランザー)의 오마주) (강루라(金色カルラ)의 베이) |
| 56화 | 별의 음모 (白き陰謀)                                                 | 2024년 11월 15일 | 2025년 5월 2일   | |
| 57화 | 삼파전 (三つ巴の戦い)                                                | 2024년 11월 22일 | 2025년 5월 9일   | |
| 58화 | 트리플 배틀 (トリプルバトル)                                         | 2024년 11월 29일 | 2025년 5월 16일  | |
| 59화 | 가면 S (仮面S)                                                       | 2024년 12월 6일  | 2025년 5월 23일  | |
| 60화 | 다운의 시련 (七色の試練)                                             | 2024년 12월 13일 | 2025년 5월 30일  | |
| 61화 | 필승불패! (必勝不敗)                                                 | 2024년 12월 20일 | 2025년 6월 9일   | |
| 62화 | 사립 베이 아카데미 (私立ベイアカデミー)                              | 2024년 12월 27일 | 2025년 6월 16일  | |
| 63화 | 퀸의 일가 (万獣家の一族)                                             | 2025년 1월 10일  | 2025년 6월 23일  | |
| 64화 | 형체 없는 그림자 (形無き影)                                          | 2025년 1월 17일  | 2025년 6월 30일  | UX-11 임팩트 드레이크 9-60LR (インパクトドレイク9-60LR) (2대째 드레이크) (어택 타입) (시스템: 유니크 라인) (스타터) (《탑블레이드 (爆転シュート ベイブレード)》(2001년 ~ 2003년)의 드래곤(ドラグーン)의 오마주) (류크롬(龍宮クロム)(가면 Y)의 베이) |
| 65화 | 시작의 날개 (始まりの翼)                                             | 2025년 1월 24일  | 2025년 7월 7일   | |
| 66화 | 하고 싶은 것 (夢中になれるものを)                                    | 2025년 1월 31일  | 2025년 7월 14일  | UX-00 에어로 페가시우스 3-70A (アエロペガサス3-70A) (어택 타입) (시스템: 유니크 라인) ("레어 베이 겟 배틀(レアベイゲットバトル)"의 한정 부스터) (《메탈 베이블레이드 (メタルファイトベイブレード)》(2009년 ~ 2012년)의 페가시스(ペガシス)의 오마주) (천금성(白星オメガ)(천은성의 엄마)의 베이) |
| 67화 | 은랑 (銀の狼)                                                        | 2025년 2월 7일   | 2025년 7월 21일  | UX-08 실버 울프 3-80FB (シルバーウルフ3-80FB) (스태미너 타입) (시스템: 유니크 라인) (스타터) (《탑블레이드 (爆転シュート ベイブレード)》(2001년 ~ 2003년)의 울버그(ウルボーグ)의 오마주) (은랑(銀狼)의 베이) |
| 68화 | 빛과 어둠 (表と裏)                                                   | 2025년 2월 14일  | 2025년 7월 28일  | |
| 69화 | 어듬의 세계 (裏の世界)                                               | 2025년 2월 21일  | 2025년 8월 4일   | BX-39 쉘터 드레이크 7-80GP (シェルタードレイク7-80GP) (밸런스 타입) (시스템: 베이식 라인) (랜덤 부스터 (쉘터 드레이크 셀렉트)) (《탑블레이드 (爆転シュート ベイブレード)》(2001년 ~ 2003년)의 드래곤(ドラグーン)과 드래셀(ドラシエル)의 오마주) (신하늘(神成シエル)(가면 Z)의 2대째 베이) |
| 70화 | 흑룡 (魔龍)                                                          | 2025년 2월 28일  | 2025년 8월 11일  | |
| 71화 | 그 곳으로 (その場所ヘ)                                               | 2025년 3월 7일   | 2025년 8월 18일  | |
| 72화 | 공포의 수수께끼 집 (恐怖の謎迷宮)                                    | 2025년 3월 14일  | 2025년 8월 25일  | UX-12 고스트 서클 0-80GB (ゴーストサークル0-80GB) (스태미너 타입) (시스템: 유니크 라인) (랜덤 부스터 Vol.5) (쿠와바라 레이유(桑原レイユ)의 베이) CX-03 페르세우스 다크 B6-80W (ペルセウスダークB6-80W) (디펜스 타입) (시스템: 커스텀 라인) (부스터) (《메탈 베이블레이드 (メタルファイトベイブレード)》(2009년 ~ 2012년)의 페르세우스(ペルセウス)의 오마주) (로지 란츠(露地ランツ)의 베이) |
| 73화 | 스타 배틀 (スターバトル)                                             | 2025년 3월 21일  | 2025년 9월 1일   | UX-13 골렘 록 1-60UN (ゴレムロック1-60UN) (디펜스 타입) (시스템: 유니크 라인) (부스터) (고이환(轟轟イワオ)의 베이) |
| 74화 | 저주 (呪い)                                                          | 2025년 3월 28일  | 2025년 9월 8일   | |
| 75화 | 리턴 오브 나이트 (リターンオブナイト)                                | 2025년 4월 4일   | 2025년 9월 15일  | UX-10 나이트 메일 3-85BS (ナイトメイル3-85BS) (2대째 나이트) (디펜스 타입) (시스템: 유니크 라인) (부스터 세트) (나다운(七色マルチ)의 베이) |
| 76화 | 하얀 신성 (白き新星)                                                 | 2025년 4월 11일  | 2025년 9월 22일  | |
| 77화 | 청룡과 흑룡 (青き龍と魔龍)                                           | 2025년 4월 18일  | 2025년 9월 29일  | |
| 78화 | 커스터마이즈 (カスタマイズ)                                          | 2025년 4월 25일  | 2025년 10월 6일  | |
| 79화 | 왕과 여왕 (王と女王)                                                 | 2025년 5월 2일   | 2025년 10월 13일 | UX-14 스콜피온 스피어 0-70Z (スコーピオスピア0-70Z) (밸런스 타입) (시스템: 유니크 라인) (스타터) (독고우식(腐飾ドクガ)의 베이) |
| 80화 | 가장 늦은 자 (最遅の者)                                              | 2025년 5월 9일   | 2025년 10월 20일 | BX-37 베어 스크래치 5-60F (ベアスクラッチ5-60F) (어택 타입) (시스템: 베이식 라인) (베이스타디움 세트) UX-10 프테라 스윙 7-70B (プテラスイング7-70B) (스태미너 타입) (시스템: 베이식 라인) (부스터 세트) |
| 81화 | 올인 (オールイン)                                                    | 2025년 5월 16일  | 2025년 10월 27일 | CX-01 드랜 브레이브 S6-60V (ドランブレイブS6-60V) (3대째 드랜) (어택 타입) (시스템: 커스텀 라인) (스타터) (구이수(黒須エクス)(가면 X)(주인공)의 베이) CX-02 위저드 아크 R4-55LO (ウィザードアークR4-55LO) (3대째 위저드) (스태미너 타입) (시스템: 커스텀 라인) (스타터) (나다운(七色マルチ)의 베이) CX-05 헬즈 리퍼 T4-70K (ヘルズリーパーT4-70K) (3대째 헬즈) (밸런스 타입) (시스템: 커스텀 라인) (랜덤 부스터 Vol.6) (강바람(風見バード)의 베이) |
| 82화 | 일곱 빛깔 결의 (七色の決意)                                          | 2025년 5월 23일  | 2025년 11월 3일  | |
| 83화 | 파트너 (相棒)                                                        | 2025년 5월 30일  | 2025년 11월 10일 | |
| 84화 | 대리 전쟁 (代理戦争)                                                 | 2025년 6월 6일   | 2025년 11월 17일 | |
| 85화 | 인기 VS. 저주 (モテVS.呪い)                                          | 2025년 6월 13일  | 2025년 11월 24일 | |
| 86화 | 진홍의 대결 (深紅の対決)                                             | 2025년 6월 20일  | 2025년 12월 1일  | |
| 87화 | 흑룡의 길 (魔龍の道)                                                 | 2025년 6월 27일  | 2025년 12월 8일  | |
| 88화 | 베이 영혼 (ベイ魂)                                                   | 2025년 7월 4일   | 2025년 12월 15일 | |
| 89화 | 해야 할 일 (果たすべきこと)                                          | 2025년 7월 18일  | 2025년 12월 22일 | |
| 90화 | 아홉 꼬리의 여우 (九尾のキツネ)                                      | 2025년 7월 25일  | 2025년 12월 29일 | |
| 91화 | 드림 매치 (ドリームマッチ)                                           | 2025년 8월 1일   | 2026년 1월 5일   | CX-06 폭스 브러쉬 J9-70GR (フォックスブラッシュJ9-70GR) (어택 타입) (시스템: 커스텀 라인) (랜덤 부스터 (폭스 브러쉬 셀렉트)) (큐비 요우코(九尾ヨウコ)의 베이) BX-44 트리케라 프레스 M-85BS (トリケラプレスM-85BS) (디펜스 타입) (시스템: 베이식 라인) (부스터) (이신룡(一心リュウ)의 베이) |
| 92화 | 페르세우스의 사자 (ペルセウスの使者)                                 | 2025년 8월 8일   | 2026년 1월 12일  | |
| 93화 | 초정상 도전자 결정전 (超頂上挑戦者決定戦)                            | 2025년 8월 15일  | 2026년 1월 19일  | UX-15 샤크 스케일 4-50UF (シャークスケイル4-50UF) (2대째 샤크) (어택 타입) (시스템: 유니크 라인) (부스터 세트) (임메이(冥殿メイコ)의 베이) |
| 94화 | 미스리드 (ミスリード)                                                | 2025년 8월 22일  | 2026년 1월 26일  | |
| 95화 | 여우는 일곱 가지 변신, 너구리는 여덟 가지 변신 (狐七化け 狸は八化け) | 2025년 8월 29일  | 2026년 2월 2일   | |
| 96화 | 그날의 천성 (あの日の白星)                                           | 2025년 9월 5일   | 2026년 2월 9일   | |

## 같이 보기
- 탑블레이드
- 탑블레이드 (애니메이션)
- 메탈파이트 베이블레이드
- 메탈파이트 베이블레이드 ZEROG
- 베이블레이드 버스트
- 팽이